# ثوم أحادي الورق
ثوم أحادي الورق (الاسم العلمي: Allium unifolium) هو نوع من النباتات يتبع جنس الثوم من الفصيلة النرجسية.